# La Rochepot
La Rochepot is een gemeente in het Franse departement Côte-d'Or (regio Bourgogne-Franche-Comté) en telt 278 inwoners (2005). De plaats maakt deel uit van het arrondissement Beaune.

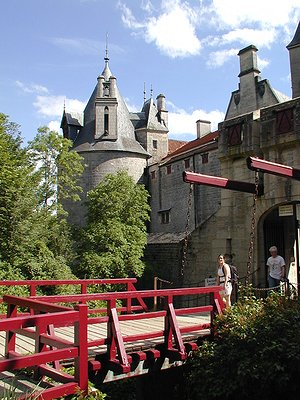
Kasteel

## Geografie
De oppervlakte van La Rochepot bedraagt 14,2 km², de bevolkingsdichtheid is 19,6 inwoners per km².
De onderstaande kaart toont de ligging van La Rochepot met de belangrijkste infrastructuur en aangrenzende gemeenten.

## Demografie
Onderstaande figuur toont het verloop van het inwonertal (bron: INSEE-tellingen).

## Geschiedenis
De heerlijkheid La Roche de Nolay werd in 1403 gekocht door Regnier Pot. De familienaam 'Pot' werd aan de plaatsnaam toegevoegd.